# チューリップ・フィーバー 肖像画に秘めた愛
『チューリップ・フィーバー 肖像画に秘めた愛』（チューリップ・フィーバー しょうぞうがにひめたあい、原題：Tulip Fever）は、2017年のアメリカ合衆国・イギリス合作の歴史・恋愛映画。17世紀のチューリップ・バブル時代のアムステルダムを舞台に、既婚女性と恋に落ちる画家の物語を描く。監督はジャスティン・チャドウィック、脚本はデボラ・モガーとトム・ストッパードで、モガーの小説『チューリップ熱』（原題：Tulip Fever）を脚色している。モガーはフェルメールの絵画から着想を得ており、絵画の世界を小説にしようと執筆した。アリシア・ヴィキャンデル、デイン・デハーン、ジャック・オコンネル、ザック・ガリフィアナキス、ジュディ・デンチ、クリストフ・ヴァルツ、ホリデイ・グレインジャー、マシュー・モリソン、カーラ・デルヴィーニュらが出演。
2017年9月1日にワインスタイン・カンパニーからアメリカ合衆国で公開されたが、撮影は2014年の夏から始まっており、公開まで何度も延期された。2,500万ドルの予算に対し、世界での興行収入は800万ドルとなっている。

## ストーリー
17世紀のオランダのチューリップ・バブル時代。貧乏画家のヤン（デイン・デハーン）は、若い女性ソフィア（アリシア・ヴィキャンデル）とその夫コルネリス（クリストフ・ヴァルツ）の肖像画を依頼される。ソフィアは元々孤児で、豪商のコルネリスの許嫁となったが、年配の夫との優雅な生活を楽しめず、子供が出来ないことにも悩んでいた。肖像画を描くうちにヤンとソフィアは秘密の恋に落ち、未来を一緒に築こうと、リスキーなチューリップ市場への投資を始める。

## キャスト
※括弧内は日本語吹替
- ソフィア・サンツフォールト: アリシア・ヴィキャンデル（合田絵利） - 豪商の妻。
- ヤン・ファン・ロース: デイン・デハーン（大森大樹） - 貧乏画家。
- ウィレム・ブロック: ジャック・オコンネル（堀総士郎） - 魚売りの青年。
- マリア: ホリデイ・グレインジャー - サンツフォールト家のメイド。ウィレムの恋人。
- ソルフ医師: トム・ホランダー
- マテウス: マシュー・モリソン - ヤンの友人で仲間。サンツフォールト家にヤンを紹介。
- ヨハン・デ・バイ: ケヴィン・マクキッド - チューリップの取引業者。
- ニコラス・スティーン: ダグラス・ホッジ（英語版）（中野泰佑）
- オーヴァーヴァルト夫人: ジョアンナ・スキャンラン（英語版） - ドレスの仕立屋。
- アナジェ: カーラ・デルヴィーニュ - 酒場の女スリ。ウィレムから盗んだ金でチューリップを取引。
- ヘリット: ザック・ガリフィアナキス（中野泰佑） - ヤンの助手。片足が不自由。呑んだくれ。
- 修道院長: ジュディ・デンチ（峰かずこ）
- コルネリス・サンツフォールト: クリストフ・ヴァルツ（玉野井直樹） - ソフィアの夫。香辛料で儲けた豪商。

## 製作
本作はもともと4,800万ドルの予算で2004年に企画されたもので、当時はジュード・ロウ、キーラ・ナイトレイ、ジム・ブロードベントが出演、ジョン・マッデンが監督、スティーヴン・スピルバーグとドリームワークスが製作を務める予定だった。しかし、イギリスの税制変更が映画製作に影響を与え、撮影開始のスケジュール変更が発生し、それ以降製作が休止していた。
2013年7月8日、デイリー・メール紙のBaz Bamigboyeは、ジャスティン・チャドウィックが監督で、アリシア・ヴィキャンデルがソフィア役に挙がり、マティアス・スーナールツが男性役に挙がっていることを報じた。同氏はさらに、チャドウィックとプロデューサーのアリソン・オーウェンとハーヴェイ・ワインスタインがヴィキャンデルのキャスティングを決定したことも報じた。
2014年、アリソン・オーウェンはワインスタインと提携し、パラマウント映画から映画の権利を取得すると、製作を再開した。2013年10月、デイン・デハーンが出演交渉を受けた。2014年2月、クリストフ・ヴァルツがキャストに参加した。2014年4月、ホリデイ・グレインジャー、カーラ・デルヴィーニュ、ジャック・オコンネルが参加し、2014年6月、ジュディ・デンチが聖ウルスラの修道院長としてキャスティングされ、同月トム・ホランダー、クレシダ・ボナス、デヴィッド・ヘアウッドが加わった。2014年8月、マシュー・モリソンが参加した。原作小説の著者デボラ・モガーも映画に携わった。ハーヴェイ・ワインスタインはマテウス役にハリー・スタイルズ（ワン・ダイレクション）に依頼したが、スケジュールの都合で参加できず、マシュー・モリソンがその役となった。
本作のスタッフには撮影監督にアイジル・ブリルド、プロダクションデザイナーにサイモン・エリオット、衣装デザイナーにマイケル・オコナー、ヘア・メイクアップデザイナーにダニエル・フィリップス、編集にリック・ラッセルがいる。トム・ストッパードが脚本に参加している。ロンドンを拠点に活動するウェールズの肖像画家のJamie Routleyは、映画に登場する肖像画を描いた。ダニー・エルフマンが音楽を担当した。

### 撮影
撮影は2014年の6月、7月にケント州のコバムのコバム・ホール、ノーリッジ大聖堂、ノーフォークのホルカム、エセックスのティルベリー、サフォークのケントウェル・ホール、パインウッド・スタジオで行われた。バッキンガムシャー州のハデナムでも撮影が行われた。

## 公開
2015年5月、第68回カンヌ国際映画祭でフッテージが公開された。2015年12月、アリシア・ヴィキャンデルとクリストフ・ヴァルツをフィーチャーした最初のイメージが公開された。2017年8月13日、ロンドンのSoho Houseでプレミア上映された。

### 延期
当初は2015年11月の公開が予定されていたが、2016年7月15日に延期され、その後さらに2017年2月24日に延期されたのち、一旦公開日が白紙となり、後日、2017年8月25日公開と発表された。2017年8月16日の発表でさらに1週間延期となり、9月1日の公開となった。

### 興行成績
2018年2月5日現在、予算は2,500万ドルだったが、興行収入はアメリカ合衆国とカナダで240万ドル、他の地域で590万ドルを売り上げ、合計で830万ドルとなっている。
北米では、公開初週末の興行収入は765館で100～200万ドルになると予測され、最終的に120万ドルでのデビューとなった（レイバー・デーを含む週末4日間では150万ドル）。2週目に7館が追加されたが、業績は75.4%減の285,300ドルとなり、史上37番目に大きい下落となった。

## 評価
映画批評集積サイトのRotten Tomatoesには59件のレビューがあり、批評家支持率は10%、平均点は10点満点で4.39点となっている。サイトの批評家の見解の要約は「本作は独創性のない会話とやり過ぎなプロットで未完成な、贅沢に作られた時代物」としている。また、Metacriticには、好ましくないというものを全般的に含む21件のレビューがあり、加重平均値は38/100となっている。
ローリング・ストーン誌の映画評論家ピーター・トラヴァースは4点満点で1点を与えた。

## 受賞
| 年   | 賞                      | カテゴリー | ノミネート                   | 結果       |
| ---- | ----------------------- | ---------- | ---------------------------- | ---------- |
| 2017 | Fünf Seen Film Festival | 観客賞     | ジャスティン・チャドウィック | ノミネート |